# Wahlenbergia rhytidosperma
Wahlenbergia rhytidosperma är en klockväxtart som beskrevs av Mats Thulin. Wahlenbergia rhytidosperma ingår i släktet Wahlenbergia och familjen klockväxter. Inga underarter finns listade i Catalogue of Life.